# تي. جونز
تي. جونز (بالإنجليزية: T. C. Jones) هو ممثل أمريكي، ولد في 26 أكتوبر 1920، وتوفي في 21 سبتمبر 1971 في الولايات المتحدة بسبب سرطان.

## وصلات خارجية
- تي. جونز على موقع IMDb (الإنجليزية)
- تي. جونز على موقع قاعدة بيانات برودواي على الإنترنت (الإنجليزية)
- تي. جونز على موقع قاعدة بيانات الفيلم (الإنجليزية)